# Nico Klaas van den Akker
Nico Klaas van den Akker (Weesp, 10 februari 1917 - 's-Hertogenbosch, 31 maart 2000) was een Nederlands-hervormd dominee.
Van den Akker, zoon van een Weesps hoofd van een christelijke lagere school, bezocht het gereformeerd gymnasium in Amsterdam. Hierna studeerde hij godgeleerdheid aan de Rijksuniversiteit Utrecht waar hij in 1943 cum laude afstudeerde. In 1946 werd hij beroepen te Rhenoy en Gellicum in de Betuwe. Hier betrok hij de pastorie met zijn moeder en twee jongere zusters. Hij bevorderde in de Betuwe het contact tussen protestanten en katholieken, naar het voorbeeld van de Utrechtse oecumenische kring, waarvan ook de latere kardinaal Johannes Willebrands lid was geweest.
In 1951 werd hij beroepen te Den Bosch. Hier, in deze bisschopsstad, zette hij zijn oecumenische werkzaamheden voort. Hij werd preses van de Provinciale Kerkvergadering van Noord-Brabant en Limburg en werd een van de drijvende krachten achter de oecumenische beweging in het Zuiden van Nederland. Hij was bestuurslid van een aantal katholieke besturen, zoals van de St.-Willibrordvereniging en de Heilige Land Stichting. Hij was redacteur van het katholieke tijdschrift Kosmos + Oecumene en hij was een vriend van en steun voor de Bossche bisschop Wilhelmus Marinus Bekkers, bij wiens uitvaart hij als enige niet-katholiek sprak. Hij sprak er een gebed uit waarin hij onder meer zei: Breng uw verdeelde en verscheurde christenheid uit de vier windstreken in uw ene huis bijeen. Ik woon in de hervormde kerk, maar ik mag graag logeren in de rooms-katholieke kerk, was een andere gevleugelde uitspraak van deze dominee, die zijn eigen Kerk altijd trouw bleef maar wel vond dat men daar de neiging had het 'eigen slatuintje voor het Koninkrijk Gods aan te zien'.
Samen met Peter Nissen schreef hij Wegen en dwarswegen. Tweeduizend jaar christendom in hoofdlijnen, dat na zijn dood in eerste druk verscheen en dat in 2007 een derde druk beleefde. Peter Nissen voerde ook de redactie over de bundeling voordrachten die werden gehouden bij een symposium bij de tachtigste verjaardag van ds. Van den Akker: De Bisschop. Kerkscheidend of Kerkverenigend (2002).
Na Bekkers' dood in 1966 bleef Van den Akker hecht bevriend met diens opvolger Johannes Bluyssen; hij stierf plotseling in zijn slaap.
- Gemeinsame Normdatei: 12853804X
- International Standard Name Identifier: 0000 0000 8224 2855
- Library of Congress Control Number: n00085136
- Nederlandse Thesaurus van Auteursnamen: 069047693
- Virtual International Authority File: 45536200
- WorldCat: E39PBJpPJghXgmyY9QyjYw86Kd